# 富裕県
富裕県（ふゆう-けん）は、中華人民共和国黒竜江省チチハル市に位置する県。県人民政府の所在地は富裕鎮。国家級貧困県に指定されている。

## 地理
北部は訥河市、東部は依安県、南東は大慶市・林甸県、南西は鉄鋒区・建華区、北西から南西にかけては嫩江が流れている。これが甘南県と梅里斯ダウール族区との行政区境となっている。

## 歴史
富裕は県内を流れる烏裕爾河の名称が転訛したものである。
清代は斉斉哈爾副都統の管轄であり、1685年（康熙24年）に塔哈爾站（現在の塔哈鎮）、寧年站（現在の富裕鎮）が設置された。清末民初は県西部は竜江府（後に竜江県と改称）、東部は伊克明安旗に属した。 独立した行政区画としては1929年（民国18年）3月19日にされた富裕設治局である。
満洲国が建国されると1933年（大同2年）10月1日に富裕県に改称され黒竜江省の管轄とされた。翌年12月には竜江省へ移管された。戦後は嫩江省とされたが、1949年5月に嫩江省が廃止されると黒竜江省に編入され、1985年以降はチチハル市の管轄となり現在に至る。

## 行政区画
下部に6鎮、3郷、1民族郷を管轄：
- 鎮：富裕鎮、富路鎮、富海鎮、二道湾鎮、竜安橋鎮、塔哈鎮
- 郷：繁栄郷、紹文郷、忠厚郷
- 民族郷：友誼ダウール族満族キルギス族郷

## 経済
農業が主体であり、牛乳以外に各種経済作物が生産されている。

## 交通

### 鉄道
- 中国国家鉄路集団
  - 中国鉄路ハルビン局集団公司
    - 斉北線（チチハル方面）- 馮屯駅（中国語版） - 大哈伯駅（中国語版） - 塔哈駅（中国語版） - 群力駅 - 中和駅 (黒竜江省)」（中国語版） - 哈川駅（中国語版） - 富裕駅 - 樹林駅 (黒竜江省)（中国語版） - 富海駅 (黒竜江省)（中国語版） -（北安方面）
    - 富西線 富裕駅 - 小楡樹駅（中国語版） - 二道湾駅（中国語版） -（ジャグダチ方面）

### 道路
- 高速道路
  -  伊斉高速道路
  -  嫩泰高速道路
- 国道
  -  G111国道（中国語版）
- 省道
  -  302省道
- 県道
  -  017県道
  -  055県道

## 健康・医療・衛生
- 富裕県人民医院
- 富裕県中医院